# Museo de Sitio Huaca Chotuna-Chornancap
El Museo de Sitio Chotuna-Chornancap es un museo peruano, que está situado en el departamento de Lambayeque. Fue inaugurado el 19 de septiembre de 2009.
Está ubicado en el complejo arqueológico Chotuna Chornancap, a 9 km de la ciudad de Lambayeque.
El museo recrea los hechos históricos de la leyenda de Naylamp, como el desembarco, puesta del ídolo; el desembarco, muerte y funeral. La colección está compuesta de cerámica, metales y fragmentos de los frisos encontrados en las excavaciones del sitio arqueológico.